# Chip Zdarsky
Chip Zdarsky (né Steve Murray le 21 décembre 1975 à Edmonton) est un auteur de bande dessinée et journaliste canadien également connu sous le nom Todd Diamand. Illustrateur et chroniqueur pour plusieurs journaux canadiens et américains depuis la fin des années 1990, il publie également des comic books humoristiques à compte d'auteur. En 2013, Image Comics lance Sex Criminals, qu'il dessine sur un scénario de Matt Fraction et qui obtient rapidement un large succès public et critique.

## Prix et récompenses
Sauf précision, ces prix ont été remportés aux États-Unis
- 2014 : 
  - Prix Eisner de la meilleure nouvelle série pour Sex Criminals (avec Matt Fraction)
  - Prix Harvey de la meilleure nouvelle série (avec Matt Fraction) et du nouveau talent le plus prometteur pour Sex Criminals
- 2015 : Prix Harvey spécial de l'humour pour Sex Criminals
- 2016 : Prix Harvey spécial de l'humour pour Howard the Duck
- 2017 : Prix Eisner de la meilleure publication humoristique pour Jughead (avec Erica Henderson, Ryan North et Derek Charm)
- 2019 : 
  - Prix Eisner du meilleur numéro pour Peter Parker : The Spectacular Spider-Man no 310
  -  Prix Joe-Shuster du meilleur scénariste pour Peter Parker : The Spectacular Spider-Man et Marvel Two-in-One (en)
- 2020 : 
  - Prix Eisner de la meilleure bande dessinée en ligne pour Afterlight (avec Jason Loo)[2]
  -  Prix Joe-Shuster du meilleur créateur de bande dessinée en ligne pour Afterlight (avec Jason Loo)[3]
- 2023 : Prix Eisner de la meilleure nouvelle série pour Public Domain[4]